# Вейнбаум, Марк Ефимович
Марк Ефимович Вейнбаум (1890—1973) — журналист, редактор, юрист.
Был председателем Литературного фонда США и членом Американской академии политических и общественных наук.

## Биография
Родился 20 апреля 1890 года в Проскурове Подольской губернии в семье Ефима Вейнбаума и Сони Сандегурской.
В 1913 году эмигрировал в США, жил в Нью-Йорке. Работал в редакции газеты «Русское слово» (1914—1917), затем в «Русском голосе» (1917—1919) и «Колоколе» (1919).
С 1922 по 1973 годы был главным редактором газеты «Новое русское слово».
После Второй мировой войны некоторое время жил в Париже. Участвовал в собрании Союза русских писателей и журналистов, организованном А. М. Элькан. Встречался с A. M. Ремизовым, В. Н. Буниной, Б. К. Зайцевым, С. А. Водовым и другими. О своих парижских встречах написал в книге «На разные темы» (Нью-Йорк, 1956).
В 1967 году подписал обращение парижского журнала «Возрождение» «К интеллигенции России».
Умер 19 марта 1973 года в Нью-Йорке.